# سازو سرقهوه‌ای
سازو سرقهوه‌ای (نام علمی: Juncus phaeocephalus) نام یک گونه از سرده سازو است.